# John Katzenbach
Pour les articles homonymes, voir Katzenbach.
Œuvres principales
- L'Analyste
- Juste Cause

John Katzenbach, né le 23 juin 1950 à Princeton dans le New Jersey, est un auteur américain de romans policiers.

## Biographie
Fils de l'homme politique Nicholas Katzenbach, John Katzenbach a été chroniqueur judiciaire pour The Miami Herald et Miami News. Son roman Juste cause a été adapté au cinéma en 1995 par Arne Glimcher avec Sean Connery. Son roman L'Analyste a remporté en 2004 le Grand prix de littérature policière.

### Romans traduits en français
The Traveler (1987)
Le Voyageur sans visage (trad. Philippe Rouard)
- Paris : Presses de la Cité, 1988, 352 p.  (ISBN 2-258-02145-6)
- Paris : France loisirs, 1989, 352 p.  (ISBN 2-7242-4296-3)
- Paris : Presses pocket, 1990, 413 p. (Presses pocket ; 3483. Noir).  (ISBN 2-266-03476-6)
- In Paniques : les thrillers des années 80, anthologie. Paris : Omnibus, 1998.  (ISBN 2-258-05013-8)

Day of Reckoning (1989)
Nuit de terreur (trad. Jacques Guiod)
- Paris : Presses de la Cité, 1990, 312 p.  (ISBN 2-258-03248-2)

Just Cause (1992)
Scorpion noir (trad. Jacques Guiod)
- Paris : Presses de la Cité, 1994, 424 p.  (ISBN 2-258-00009-2)
- Paris : le Grand livre du mois, 1994, 424 p.
- Paris : France loisirs, 1995, 424 p.  (ISBN 2-7242-8541-7)

Juste cause (trad. Jacques Guiod)
- Paris : Presses de la Cité, 1995, 424 p.  (ISBN 2-258-04080-9)
- Paris : Pocket, 1995, 457 p. (Pocket ; 10038).  (ISBN 2-266-06800-8)

Hart's War (1999)
L'Affaire du lieutenant Scott (trad. Jean Charles Provost)
- Paris : Presses de la Cité, 2001, 600 p.  (ISBN 2-258-05476-1)
- Paris : Pocket. Thriller, no 13270, 2009, 723 p.  (ISBN 978-2-266-16955-4)

The Analyst (2002)
L'Analyste (trad. Jean Charles Provost) - Grand prix de littérature policière 2004
- Paris : Presses de la Cité, 2003, 500 p. (Sang d'encre)  (ISBN 2-258-05975-5)
- Paris : le Grand livre du mois, 2003, 500 p.  (ISBN 2-7028-8354-0)
- Paris : Pocket, 2006, 658 p. (Pocket ; 12262, Thriller).  (ISBN 2-266-14391-3)

The Madman's Tale (2004)
Une histoire de fous (trad. Jean Charles Provost)
- Paris : Presses de la Cité, 2005, 547 p. (Sang d'encre).  (ISBN 2-258-06622-0)

The Wrong Man (2006)
Faux Coupable (trad. Jean Charles Provost)
- Paris : Presses de la Cité, 2008, 473 p. (Sang d'encre).  (ISBN 2-258-07304-9)
- Paris : France Loisirs, 2009, 728 p.
- Paris : Pocket. Thriller, no 14021, 2010, 726 p.  (ISBN 978-2-266-19283-5)

 What Comes Next  (2010)
Mort-en-direct.com (trad. Jean Charles Provost)
- Paris : Presses de la Cité, 2012, 538 p. (Sang d'encre).  (ISBN 978-2-258-08929-7)
- Paris : Pocket. Thriller, no 15471, 2014, 605 p.  (ISBN 978-2-266-23623-2)

Red One, Two, Three (2012)
Le Loup (trad. Jacques Martinache)
- Paris : Presses de la Cité, 2014, 389 p. (Sang d'encre).  (ISBN 978-2-258-10800-4)

### Version condensée
- L'Analyste. Paris ; Bruxelles ; Montréal [etc.] : Sélection du "Reader's digest", 2004, p. __-__. (Sélection du livre ; 248).   (ISBN 2-709-81532-X). Volume réunissant également : "En attendant minuit" / Claude Michelet. "Histoire d'amour" / Janine Boissard. "Le roman du Cervin" / Sylvain Jouty.

### Romans inédits en France
- In the Heat of the Summer (1982)
- First Born : The Death of Arnold Zeleznik, Age Nine (1984)
- The Shadow Man (1995)
- State of Mind (1997)
- State of Mind (2004)

## Filmographie
- 1985 : Un été pourri (The Mean Season). D'après In the Heat of the Summer. Réal. Phillip Borsos. Avec Kurt Russell, Mariel Hemingway, Joe Pantoliano, Andy Garcia.
- 1995 : Juste cause (Just Cause). Réal. Arne Glimcher. Avec Sean Connery, Laurence Fishburne, Ed Harris, Blair Underwood.
- 2002 : Mission évasion (Hart's War). Réal. Gregory Hoblit. Avec Bruce Willis, Colin Farrell.
- 2011: Faux Coupable. Réal. Didier Le Pêcheur. Avec Aurélien Recoing, Marianne Basler, Lola Naymark, Emma de Caunes, Guillaume Gouix, Jacky Berroyer.

## Prix et nominations

### Prix
- Grand prix de littérature policière 2004 pour L'Analyste[1]

### Nominations
- Prix Edgar-Allan-Poe 1983 du meilleur premier roman pour In the Heat of the Summer[2]
- Prix New Blood Dagger 1987 pour The Traveller[3]
- Prix Edgar-Allan-Poe 1996 du meilleur roman pour The Shadow Man[2]
- Prix Barry 2000 du meilleur roman pour Hart’s War[4]
- Prix Anthony 2005 du meilleur roman pour The Madman’s Tale[5]
- Prix Hammett 2004 pour The Madman’s Tale[6]